# Hyllisia imitans
Hyllisia imitans là một loài bọ cánh cứng trong họ Cerambycidae.